# 陳規
陳規（1072年—1141年），字元則，密州安丘（今属山东）人。南宋兵家文臣，兼有文韬武略。

## 生平
靖康之亂時，陈规時為通直郎、知安陸縣，率民兵數千赴京師勤王，至蔡州道梗而還。靖康元年（1127年）十一月，軍賊祝進、王在攻德安府，知府事李公濟遁走，父老請規攝府事，規辟進士韓之美及寓居十餘人為屬官，遣射士張立率民禦卻之，人心稍固。時府城壞，規植竹編木，橫門扉於上，代女墻以捍矢石，而施具焉。時日，王在遣人持檄諭規開門，規不答。翌日早，游騎至城下，與祝友軍合。翌日，引眾攻城。規遣人出城縱火，民居皆盡，懼其藏賊也。王在又以礮石鵝車之屬，進攻城東，規登樓問之曰“何故至此”，在曰“京城已破，我等皆爭門而出，所以至此。”。德安府人聞之，莫不墜淚，蓋時未知敵已登城也。規謂此皆詭辭亂語，叱退之，王在圍城十七日后退去。后屢次抵抗攻德安府的亂兵，“九攻九拒，应敌无穷，十万百万，靡不退却。”建炎元年（1127年）四月，因功授朝奉大夫、直龍圖閣、知德安府。九月，軍賊李孝義、張世以步騎兵數萬襲德安府，詐稱守詔，規識其詐。李孝義于中夜引兵圍城，規已有備，大破之，孝義遁去。十月，羣盜楊進兵至德安府，規晝夜不解甲，晝則興戰，夜則劫其營，相持十八日，進技窮以百余人自衛，直抵濠上求和，規即出城，與進交臂而語，進感規至誠，折箭為誓，明日引眾去。三年（1129年）五月，統制官董平引眾犯德安府，遣其徒李居正、黃進入城。規推誠入語，諭以忠義，進不答，被斬。李居正授兵為先鋒大破董平，平退走。六月，陞秘閣修撰。四年（1130年）六月，為德安府复州汉阳军镇抚使、賜三品服。
紹興元年（1131年）十月，以守禦功授徽猷閣侍制。二年（1132年）十月，陞徽猷閣直學士，詔赴行在。三年（1133年）四月，為顯謨閣直學士、知池州兼沿江安撫使。十二月，充龍圖閣直學士、淮南西路安撫使、知廬州。四年（1134年）四月，詔赴行在，以疾辭，提舉江州太平觀。九月，復知德安府。五年（1135年）六月，坐以失察吏職，貶秩二等。九年（1139年）二月，詔赴行在。宋金和議成，金人歸還偽齊舊地。四月，知顺昌府。五月，金人毀約，都元帥、越國王完顏宗弼集國中之兵于祁州，分四路入侵，宗弼統兵十萬從黎陽進軍東京，數日後至汴京，觀文殿學士、左宣奉大夫、東京留守兼權知開封府事孟庾率官吏以城降。當時是，濟州防禦使、主管侍衛親軍馬軍司公事、東京副留守兼節制軍馬劉錡率軍至順昌府，聞金兵至東京，遂與規相商共守城。「順昌之戰」中，與劉錡合力擊敗金兀朮率領的金軍主力的围攻。六月，以錄守城之勞，充枢密院直学土。改知廬州兼淮南西路安撫使。十一年（1140年）正月，卒，贈右正議大夫。 立祠于德安府，乾道八年（1172年）三月，賜額「賢守」。
相關書籍有《守城录》四卷。

## 管形火器的使用
《守城录》記載了陳規于绍兴二年（1132年）研制成长竹竿火枪20余支及其在守城作战。最早的火枪是五代时期的敦煌壁画中的管形火器，五代的火枪在科技史上具有重要意义，到了南宋有明确记载的战场使用，虽然作用不大。

## 註
1. ↑  《德安守禦錄下》：「又以火炮藥造下長竹竿火槍二十餘條，撞槍、鉤鎌各數條，皆用兩人共持一條，準備天橋近城，於戰棚上下使用。」